# NGC 2501
NGC 2501是位于船尾座的一个星系。它的赤经为 758.6，赤纬为 -14° 22′。